# Турковичи (община Пале)
Турковичи (на сръбски: Турковићи) е село в Босна и Херцеговина, разположено в община Пале, в ентитета на Република Сръбска. Намира се на 830 метра надморска височина. Преброяването на населението през 2013 г. показва че селото е безлюдно.

## Население
Численост на населението според преброяванията през годините:
- 1961 – 211 души
- 1971 – 233 души
- 1981 – 113 души
- 1991 – 249 души
- 2013 – 0 души